# Mathieu (cardinal, 1126)
Pour les articles homonymes, voir Mathieu (patronyme) et Mathieu.
Mathieu (né à Laon, en Champagne-Ardenne, et mort le 25 décembre 1135 à Pise) est un cardinal français du XIIe siècle. Il est membre de l'ordre des bénédictins de Cluny.

## Biographie
Mathieu, après avoir été clerc de l'Église de Laon et chanoine de la cathédrale de Reims, entre à l'abbaye de Cluny où il est élève de Pierre le Vénérable. Envoyé à Paris, il reçoit l'habit monastique au tout récent prieuré Saint-Martin-des-Champs, fondé en 1079, dont il devient prieur en 1117. Rappelé à Cluny, il est nommé par Pierre, devenu le nouvel abbé, grand-prieur de l'abbaye et de tout l'ordre clunisien, alors qu'est en train de se terminer le chantier de Cluny III, le plus grand édifice religieux d'Occident.
Le pape Honorius II le crée cardinal lors du consistoire de 1126, alors que meurt justement à Rome, en prison, son ancien abbé Pons de Melgueil, lui aussi cardinal. Le cardinal Mathieu est légat apostolique en France plusieurs fois et préside le concile de Troyes en 1129.
Il participe à l'élection du pape Innocent II en 1130 et reste toujours fidèle au pape. Il le suit en exil et contribue à rallier la France, l'Espagne, l'Angleterre et l'Allemagne contre l'antipape Anaclet II.
Le pape Innocent II ayant réuni un concile à Pise en mai-juin 1135, le cardinal Mathieu y meurt le 25 décembre 1135, et se trouve mentionné au Supplément du Martyrologe Gallican à la date du 25 décembre.